# Śliwno (województwo zachodniopomorskie)
Śliwno (dawniej: niem. Fülgen) – osada w Polsce położona w województwie zachodniopomorskim, w powiecie świdwińskim, w gminie Świdwin.
Zobacz też: Śliwno.